# 泛美航空923号班机空难
1947年10月26日，一架道格拉斯DC-4客机，在执行泛美航空923号航班时，坠毁在阿拉斯加州安妮特岛塔玛格斯山。机上18人全部丧生。
这起事故是当时阿拉斯加史上最严重的空难，也是泛美航空4引擎客机的第1次事故。民用航空委员会（CAB，即NTSB前身）没能查明事故原因。这起事故的真相至今仍是个谜团。

## 事故经过
泛美航空923号航班的航线为西雅图-安妮特岛机场-朱诺。事发前，飞机在1947年10月26日上午10:30离开西雅图，预计在当日下午3点钟左右抵达朱诺。
飞机上载有5名机组：机长阿尔夫·莫森，一名拥有13565小时飞行经验的退役老兵，副驾驶劳伦斯·福斯特，飞行工程师C. L.邓伍迪，以及2名乘务员。:2-3
执飞此次航班的飞机是道格拉斯DC-4客机，注册号为NC88920。它于1944年开始服役，共飞行过4146小时。CAB获得的维修记录表示，该机工作状态良好，并无记录的问题。:2
飞机上共载有13名乘客，822英磅行李和2500加仑燃油。在乘客数量是平时四分之一的情况下，飞机的重量恰好符合标准。起飞前，机长收到了泛美航空发来的天气预告。上面说，飞机到达前，安妮特岛会有冷锋过境。:1
从起飞到巡航，这架飞机没有遇上什么问题。但当它飞到无线电测距站上空时，问题就来了。空管允许机组从无线电测距站上空7000英尺的地方通过并以正常方式着陆。下午1：38分，莫斯机长回报称，他到达指定高度。:1
五分钟后，也就是1:43，机长用无线电告知塔台，低空乱流过于剧烈，他将放弃着陆，直接飞往朱诺。之后，这架飞机就没了消息。空管员随后还试图询问飞机高度，但没有得到回应。下午2:01，空管发布923航班失踪的警告。:1

## 搜救行动
救援行动由海岸警卫队和美國陸軍航空軍主导。不过机场周边的大雾和狂风阻碍了救援行动的进行，也掩盖了飞机的位置。一家报纸报道，泛美航空的工作人员表示，飞机的油料足够飞回西雅图。 :2
10月31日，海岸警卫队的救援人员确定了失事地点。飞机残骸位于塔玛格斯山北坡，安妮特机场以东。飞机坠毁的位置高度和峰顶相差200英尺。初期报告显示，从山坡上就可以看见机尾。
民航委员会的调查人员抵达现场后，确定残骸在雪崩后被埋掉了。:2如果雪不融化，调查就无法继续。他们只好和海岸警卫队一起，在失事现场回收遇难者遗体。

## 调查
10月26日下午，民航委员会展开调查。残骸一被发现，调查员们便乘坐水上飞机前往塔玛格斯山边的一个湖泊，之后和海岸警卫队成员一起上了山。:6残骸散布范围有20000平方英尺的面积。由于大雪把很多残骸埋住，调查在1948年8月下旬才开始:2
调查员成功回收了部分小残片，不过大多已经严重损坏。唯一一个示数可读的仪器是用来测定飞机航向的磁强计。螺旋桨上留下的痕迹显示，事发时飞机机头朝上。螺旋桨严重损坏说明飞机在坠机时仍正常工作。不过，由于找不到相关的仪表，调查员无法测定飞机坠地的速度。调查员也检查了飞机残骸其他部分，没有发现机械故障的证据。:2

### 航图错误说
起初有媒体指出，航图标错了塔玛格斯山的高度。经过记者们的现场勘查，塔玛格斯山的实际高度要远高于表示的1100米。飞机坠毁的位置和航向表示，机组曾经试图返回西雅图，但因航图不准确而撞山。
根据CAB的调查报告，泛美航空公司的航图和官方航图都表示塔玛格斯山的高度是3610英尺。事发后，经过重新测量，这座山的实际高度是3595英尺，比原来还要低上14英尺。:3

### 天气恶劣说
机长在起飞前接受的天气报告和他的遭遇相去甚远。泛美航空预测，冷锋会在他到达前经过安妮特机场。当地天气应该是小雨，阴天，有阵风。这份报告给的内容和美加气象局的报告不符。当日12:39，泛美航空公司有关人员撤回了天气预告。但是此时923号航班已经起飞，没有接收到它。:4
CAB在研究过天气数据后，指出泛美航空公司的相关人员本应预测到当地低空会有强乱流。现有的数据足以让他们在起飞之前预测这点并将其告知923号航班。:4-5
923号航班放弃着陆23分钟前， 一名从华盛顿州飞来的陆军航空军飞行员汇报称，在他从6000英尺下降到450英尺过程中，乱流越来越严重。923号班机失踪3小时候，一架客机来到安妮特机场。飞行员说，7千英尺到9000英尺有结冰现象，6000英尺以下空域有强乱流。事发后6小时，陆军航空军的飞行员驾机试图离开基地，不过很快就被迫返航。:4
调查人员得出结论，在泛美航空923号班机接近安妮特岛机场时，机场附近空域天气恶劣。而且，错误的天气报告使得飞行员没有即时意识到乱流和大风的存在。CAB还假定，机身结冰会令飞机失控。不过由于没有足够证据，CAB没有找到决定性的原因。:5
调查发现了几个可能与事故有关的因素。但由于缺乏证据，CAB无法查明事件主要原因。:5 